# Sport Clube Praiense
Lo Sport Clube Praiense, o semplicemente Praiense, è una società calcistica portoghese con sede nella città di Praia da Vitória (Azzorre), fondata nel 1947.
Attualmente milita nella Terceira Divisão, la terza divisione del Campionato Portoghese.
Nella stagione 2007-08 vince il campionato di Terceira Divisão.

## Palmarès

### Competizioni nazionali
- Terceira Divisão: 1

2007-2008